# Jamie Webb
Jamie Webb (* 1. Juni 1994 in Liverpool) ist ein britischer Leichtathlet, der hauptsächlich im 800-Meter-Lauf an den Start geht. 2019 wurde er Vizehalleneuropameister über diese Distanz.

## Sportliche Laufbahn
Jamie Webb nahm erstmals im Jahr 2012 an landesweiten Wettkämpfen im 800-Meter-Lauf teil. Im Juni stellte er dabei mit 1:56,70 min seine Bestzeit auf. Ein Jahr später verbesserte er sich bis auf 1:51,86 min. 2014 nahm er an den Britischen U23-Hallenmeisterschaften teil, bei denen er über 800 Meter den vierten Platz belegte. Im Sommer siegte er über 800 Meter bei den nationalen U23-Meisterschaften. Bei den Erwachsenen schied er nach dem Vorlauf aus. 2015 belegte er den vierten Platz bei den Britischen Hallenmeisterschaften. Im Sommer startete er bei den U23-Europameisterschaften in Tallinn. Dabei zog er in das Halbfinale ein, in dem er als Vierter ausschied. Insgesamt belegte er den elften Platz. Zuvor verbesserte er sich im Mai auf eine Zeit von 1:47,33 min. 2016 siegte Webb im Frühjahr bei den Britischen Hallenmeisterschaften. Dies stellt seine bislang einzige Goldmedaille bei nationalen Titelkämpfen dar. Im Juni wurde dann er Britischer Vizemeister in der Freiluft, bevor er im Juli bei den Europameisterschaften in Amsterdam an den Start ging. Dort blieb er im Vorlauf allerdings, aufgrund einer Fußverletzung, mehr als sechs Sekunden hinter seinen Bestleistungen aus der laufenden Saison zurück und belegte nach dem Vorlauf den 29. Platz bei insgesamt 30 Startern.
2018 konnte sich Webb auf eine Zeit von 1:46,37 min verbessern. Im Frühjahr 2019 trat er bei den Halleneuropameisterschaften in Glasgow an. Dort konnte er nach Vor- und Halbfinallauf in das Finale einziehen, in dem er, neben einer neuen Hallenbestleistung von 1:47,13 min, zudem die Silbermedaille gewinnen konnte. Im Juli stellte er mit 1:44,52 seine persönliche Bestleistung auf und nahm anschließend auch an den Weltmeisterschaften in Doha teil. Dort gelang ihm der Einzug in das Halbfinale, in dem er allerdings als Letzter seines Lauf als insgesamt 23. ausschied. Im März 2021 startete er bei den Halleneuropameisterschaften im polnischen Toruń, bei denen er nach 2019 erneut in das Finale einzog und diesmal die Bronzemedaille gewinnen konnte. 2022 trat er bei den Commonwealth Games in seiner Heimat an und verpasste als Vierter knapp eine Medaille über die 800 Meter.

## Wichtige Wettbewerbe
| Jahr                               | Veranstaltung                      | Ort                                | Platz                              | Disziplin                          | Zeit                               |
| Startet für Vereinigtes Königreich | Startet für Vereinigtes Königreich | Startet für Vereinigtes Königreich | Startet für Vereinigtes Königreich | Startet für Vereinigtes Königreich | Startet für Vereinigtes Königreich |
| ---------------------------------- | ---------------------------------- | ---------------------------------- | ---------------------------------- | ---------------------------------- | ---------------------------------- |
| 2015                               | U23-Europameisterschaften          | Tallinn                            | 11.                                | 800 m                              | 150,04 min                         |
| 2016                               | Europameisterschaften              | Amsterdam                          | 29.                                | 800 m                              | 1:53,75 min                        |
| 2019                               | Halleneuropameisterschaften        | Glasgow                            | 2.                                 | 800 m                              | 1:47,13 min                        |
| 2019                               | Weltmeisterschaften                | Doha                               | 23.                                | 800 m                              | 1:48,44 min                        |
| 2021                               | Halleneuropameisterschaften        | Toruń                              | 3.                                 | 800 m                              | 1:46,95 min                        |
| 2022                               | Commonwealth Games                 | Birmingham                         | 4.                                 | 800 m                              | 1:48,60 min                        |

## Persönliche Bestleistungen
Freiluft
- 800 m: 1:44,14 min, 20. Juni 2021, Chorzów
- 1500 m: 3:46,24 min, 21. Juli 2015, Stretford

Halle
- 800 m: 1:44,54 min, 17. Februar 2021, Toruń
- 1500 m: 3:43,59 min, 6. Januar 2019, Sheffield

## Sonstiges
Webb ist Absolvent der Loughborough University und arbeitet seitdem als Lehrer für Naturwissenschaften an einer weiterführenden Schule in seiner Wahlheimat London. Dort wird er von seinem Vater, Adrian Webb, trainiert. Aufgrund seiner Anstellung als Lehrer hat er, im Gegenzug zu anderen Topathleten, deutlich weniger Zeit für regelmäßiges Training.